# Quintus Septimius Florens Tertullianus
Quintus Septimius Florens Tertullianus, röviden csak Tertullianus (160 körül, Karthágó – 225 körül, Karthágó) latin patrisztikus gondolkodó, az apologéták egyike. A korai egyház egyik legfontosabb és legbefolyásosabb személyisége.
Aktívan harcolt a „pogány” kultuszok, a zsidók, továbbá Markión gnoszticizmusa ellen.
Ő volt az első latinul író teológus, ezért „a latin kereszténység atyjának”,, valamint „a nyugati teológia megalapítójának”  is nevezik . Talán arról a leghíresebb, hogy ő volt az első latin nyelvű író, aki a szentháromság (trinitas) kifejezést használta.
Olyan kifejezéseket és fogalmakat alkotott, amelyek később nagyon fontossá váltak a keresztény teológiában és előmozdította a korai egyházi tanítások fejlődését.  Néhány tanítását azonban, például a Fiú és a Lélek Atyának való alárendeltségét, az egyház később elutasította. Egyes keresztények erkölcsét túl lazának találta, így, – Jeromos szerint – később csatlakozott a montanista szektához és így hitehagyott lett; a mai történészek azonban vitatják ezt. Későbbi művei mindenesetre a montanista hatást mutatják.
Bár a montanizmust a domináns egyház eretnekségnek nyilvánította, Tertullianust ma (konszenzus nélkül) az egyházatyák egyikeként ismerik el.

## Élete
Életével kapcsolatban viszonylag kevés megbízható adat áll rendelkezésre, a legtöbb róla szóló ismeret a saját írásaiban található futólagos utalásokból származik. Fennmaradt írásaiban soha nem írta magát egyházilag felszenteltnek, és úgy tűnik, a laikusok közé sorolta magát.
Karthágóban született 160 körül. Édesapja egy tehetős római katonatiszt volt, aki fiát filozófiai, művészeti, történelmi és szónoki nevelésben részesítette. Tertullianus jogi tanulmányokat végzett Rómában, amelynek befejezése után ügyvéd lett. Még Rómában 195 körül megkeresztelkedett és visszatért szülővárosába. Jellemző rá, hogy már megkeresztelkedése előtt vitairatot írt a római jog ellentmondásairól, és csak befolyásos barátjának sikerült megmentenie a bírósági felelősségre vonástól.
Megkeresztelkedése után minden tehetségét az egyház szolgálatába igyekezett állítani. (Nemcsak latinul, hanem görögül is írt.) Az újdonsült keresztény író azonban túlságosan szigorú volt mind önmagához, mind másokhoz, és erkölcsi kérdésekben az idők során egyre merevebb álláspontot kezdett képviselni.
Szigora folytán úgy látta, hogy az egyházban meglazult a fegyelem, ezért – egyesek szerint, – 207 körül szakított az egyházzal, és egy kis csoport, a az ún. tertullianusok vezetőjévé lett. Még később állítólag a montanizmus hívei közé szegődött. 
A mai legtöbb történész elutasítja azt az állítást, hogy elhagyta volna az egyházat vagy kiközösítették volna.
220 után (egyes források szerint 240 körül), Karthágóban érte a halál.
Érdekes módon az igazi tanítványai nem a montanisták, hanem Karthágói (Szt.) Ciprián lett, aki naponta olvasta írásait, és tanítójának nevezte. Szentháromságtani, krisztológiai tanai I. Leó pápa Tomusán keresztül a khalkédóni zsinatig hatottak.
Tertullianus művei a 2.–3. század fordulóján olyan kidolgozott teológiát nyújtanak, hogy feltételezhető az előtte élő görög nyelvű keresztény teológiai munkák ismerete. Maga Tertullianus Publius Cornelius Tacitust tartotta példaképének, és hozzá hasonlóan igen kemény kritikával illette kora szokásait.

## Stílusa
Stílusára jellemző tömörség sokszor már a világos fogalmazás rovására megy, és a keresettség, mesterkéltség benyomását kelti. Az 5. századi Lerini Szent Vince jellemzése szerint Tertullianus „ahány szó, annyi mondat, ahány mondat, annyi győzelem”.
Tertullianus másik jellemzője, hogy mindig kész volt a vitára, lehengerlően alkalmazta a rétoriskolában tanult dialektika fogásait, de érvelése sokszor nem meggyőző, csak hatásos. Életművének sajátossága, hogy egyes írásait hiába hasonlítják össze egymással, fejlődési fokokat nemigen lehet megállapítani, minden írás többé-kevésbé azonos színvonalon áll. Írásainak időrendi sorrendjét ezért rendkívül nehéz megállapítani. A datálásban még montanista korszakában írt munkái sem nyújtanak támpontokat, mert montanista jellegű írásai nem sokban különböznek a katolikus periódusában írt munkáitól.

## Munkássága

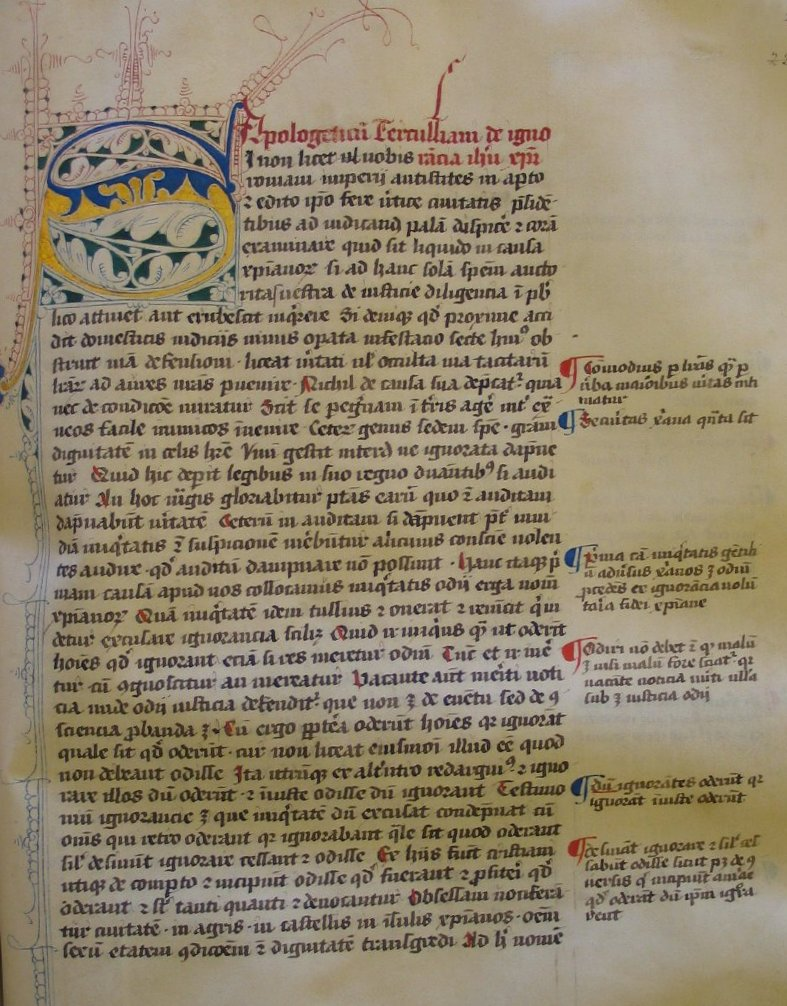
Tertulianus Apologeticusa a Codex Balliolensis-ben, 1440-es évek

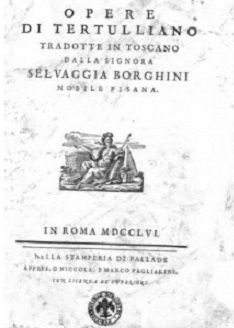
Tertulianus műveinek 1756-os olasz nyelvű kiadása

Tertullianus igen nagymértékű írói munkásságot fejtett ki, mint az alább látható. Műveinek legrégebbi kézirata a Codex Agobardinus, amely 21 írását sorolja fel. Más források szerint műveinek száma 44-45 volt. Az eltérés igen nagy, amit részben magyaráz az a tény, hogy a szerző néhány írását görögül is kiadta. Tudjuk, hogy a keresztségről görögül is írt egy művet, amely különbözött a jelenleg latinul ismert munkától. Azzal is számolni kell, hogy elveszthettek bizonyos írásai, ugyanis a ránk maradt 31 íráson kívül voltak még bizonyosan egyéb írásai is, ezt részben Tertullianus utalásaiból olvashatjuk ki, részben Szent Jeromos tanúsítja. Nem zárható ki az sem, hogy a Perpetua és Felicitas szenvedése című iratnak is Tertullianus a szerzője.

### Személyes írásai
Tertullianus tudatában volt szenvedélyességének, hevességének, ezért is szentelt egy rövidke írást annak az erénynek, mely belőle talán leginkább hiányzott De patientia (A türelemről) címmel. Mint írja, úgy dicséri a türelem erényét, ahogyan a beteg dicséri az egészséget, és beismerte, hogy nincs nagyobb ellensége, mint saját bosszúvágya. 203 körül írta az Ad uxorem (A feleségéhez) című munkáját, melyben arra kérte feleségét, hogy az ő halála után lehetőleg maradjon özvegy: meggyőződése a második házasságot már csak „zabolátlanságnak” tekintette. Ugyanezt az álláspontot akarta elfogadtatni egyik megözvegyült barátjával is a 207-ben írt De exhortatione castitatis (Intés a tisztaságra) című művében. Személyes írásai közé tartozik a 210-ben írt De pallio (A palliumról) című rövid munka is, melyben a keresztény tóga személyes elhagyását, és a filozófusi pallium viselésének okát indokolja meg.

### Apologetikus írásai
A kereszténység védelme Tertullianus esetében a pogányság nyílt, megsemmisítő támadásával párosult. Ilyen írása a keresztényeket kegyetlenül üldöző Észak-afrikai prefektushoz, Scapulához intézett nyílt levél, az Ad Scapulam (Scapulához). Ebben egy közeli napfogyatkozásra utalva Isten büntetésével fenyegeti Scapulát.
A szokásos pogány vádakat utasítja vissza 197 körül írt Ad nationes (A nemzetekhez) című könyvében. Ezt később új formában adta ki Apologeticus (Védőbeszéd) címen. Az Apologeticusban szintén egy római tartományi kormányzóhoz fordult, és részletesen felsorolta a keresztények ellen hangoztatott vádakat, kimutatva azok semmisségét. Rámutatott a keresztények üldözésének egyetlen okára, a nomen christianum ('a keresztény név')-ra. Felfedte a rómaiak következetlenségét is: ugyanis bíróságaik minden bűnözőnek biztosítják a védekezés jogát – a keresztények kivételével. Rámutatott, hogy a keresztények ellen folytatott eljárás nem egyeztethető össze magával a római jog elveivel sem, mert a beismerő vallomás kicsikarása érdekében engedi meg a kínvallatást, amit a keresztények esetében a tagadás kikényszerítésére használtak. A mű egyúttal feltárta a keresztények életmódját. Mint korábban Szent Jusztinusz, Tertullianus is filozófiaként tárta a rómaiak elé a kereszténységet. Érthetetlennek tartotta azt a kettős mércét, hogy csak a keresztényeket üldözik a római államvallás isteneinek megvetése miatt, miközben a pogány filozófusok nyíltan tagadhatják az isteneket, és tartózkodhatnak az áldozatbemutatástól. A műben azonban kiemelte, hogy bár az üldözés igazságtalan, mégsem árthat a keresztényeknek, sőt, kiontott vérük maggá válik a későbbi időkre nézve.

### Vitatkozó írásai
Tertullianus a római hatóságok képviselői mellett éles kritikával illette a római társadalom egészét, így elszántan küzdött az eretnekségek ellen is. Meg akarta óvni a keresztényeket a bálványimádó világ befolyásától, ám féltékenyen őrködött a hit tisztasága fölött is. Egyfelől óvott a zsidókeresztények befolyásától, mert megítélése szerint az ószövetségi törvénynek Krisztus után már nincs érvénye. Ezt a gondolatot az Adversus Iudaeos (A zsidók ellen) című írásában fejtette ki.
A gnoszticizmus kérdéseit taglalja az Adversus Valentinianos (A valentinianusok ellen) című műve. A Scorpiacae című munkájában a skorpió mérgéhez hasonlítja a gnózist, melynek egyetlen ellenszerét a vértanúságban látja. A De carne Christi (Krisztus testéről) írt könyvében a doketizmus nézeteit igyekszik megcáfolni. A keresztény teremtéstant a Hermogenes ellen (Adversus Hermogenem) című írása védelmezi. Ebben nagyon nagyon leértékeli a filozófia teljesítményét, és tagadja, hogy a bölcselet Krisztus születése előtt bármi érdemleges eredményre is jutott volna, főként az istenismeret terén.
Tertullainus legterjedelmesebb munkája a 207 körül keletkezett Adversus Marcionem (Markion ellen), mely 5 könyvből áll. Az egyes könyvek lépésről lépésre támadják és cáfolják Markión tanait. Az első két könyv azt bizonyítja Markionnal szemben, hogy a jó Isten és a Teremtő azonos, míg a 3. könyv központi témája: Jézus a próféták által megígért Messiás. (Markion szerint ugyanis az ószövetségi prófétáknak sejtelmük sem lehetett Krisztusról.) A 4. és 5. könyvben Markion újszövetségi kánonját bírálja Tertullainus.
Összefoglaló jellegű, eretnekellenes munka a De praescriptione haereticorum (Pergátló kifogás). Az írás középpontjában az a kérdés áll, ki hivatkozhat egyáltalán a Szentírásra, ki tudja hitelesen értelmezni a Szentírást. Tulajdonképpen Szent Iréneusz Eretnekségek ellen című nagy művének folytatása, azzal a különbséggel, hogy Iréneusz nem akarta kivenni az eretnekek kezéből a Szentírást, Tertullianus viszont egyenesen megtiltja, hogy a Szentírásra hivatkozzanak. Jellemző, hogy a szerző nem hisz abban, hogy az eretnekekkel eredményesen lehet vitatkozni. Gondolatmenetének gerince két lényeges megállapítás: Krisztus az evangéliumhirdetést az apostolokra bízta, az apostolok pedig azokra az egyházakra, melyeket ők maguk alapítottak. Az eretnekeknek tehát nincs hivatkozási alapjuk az egyházi tekintéllyel szemben, mert későbbiek az apostoloknál, és az apostoli alapítású egyházaknál.

### Tanító írásai
Nagy mennyiségű tanító írás is maradt Tertullianus után. A 210 és 213 között megírt De anima (A lélekről) című munkája a lélek eredetével, természetével foglalkozik. Sorba veszi benne a lélek eredetére vonatkozó filozófiai tanokat, cáfolja az eretnek nézeteket. A Markión ellen írt műve után ez a második legterjedelmesebb írása. Ugyanezekben az években keletkezett a De resurrectione (A feltámadásról) c. műve.
Rövid munkákat is írt a gyakorlati keresztény életre útmutatásul: a De paenitentia (A bűnbánatról)-ban megkülönbözteti a keresztség előtti és utáni bűnbánatot, egyben tanította, hogy a keresztség után elkövetett súlyos bűnre csak egyszer van bocsánat. A De oratione (Az imádságról)-ban először útmutatást ad a katekumeneknek, majd áttér a Miatyánk részletes magyarázatára.
A De baptismo (A keresztségről) az első olyan értekezés a keresztény teológia történetében, melynek témája a keresztség szentsége. Tertullianus kifejti a keresztség szükségességét, hatásait, és állást foglal az eretnekek által kiszolgáltatott keresztséggel kapcsolatban, melyet érvénytelennek tart. Ugyanakkor helytelenítette a gyermekkeresztséget is, mert az volt a véleménye, hogy a keresztség felvétele tudatos állásfoglalást jelent, feltételezi a bűnbánatot, a cselekedetekért vállalt felelősséget, a jó és rossz, a bűn és erény közötti különbségtétel képességét.
Bebörtönzött testvérei vigasztalására és megerősítésére írta 197-ben vagy 202–203-ban az Ad martyres (A vértanúkhoz) című intelmét. Erkölcsi kérdésekkel foglalkozik a De spectaculis (A látványosságokról) és a De idololatria (A bálványimádásról), melyben a cirkuszok, színházak látogatását tiltotta a keresztényeknek. A bálványimádásrólban nemcsak a szoros értelemben vett bálványimádást támadja, de mindazt, ami vele összefüggőnek lát, így a művészetet, és kézművességet is.
Több írásban tette szóvá a női fényűzést, így keletkezett például a De cultu feminarum (Az asszonyi cicomáról). A De virginibus velandis (A szüzek fátyláról) című írásában kifejti, hogy a keresztény nőknek nemcsak a kultikus közösségben, de a közéletben is kötelező a fátyol viselése.
A De corona (A koszorúról) című írását 211-ben tette közzé – először a keresztény írók közül – arról, hogy keresztényeknek lehetetlen a római hadseregben szolgálni, ugyanis megkövetelik tőlük az áldozatbemutatást a császár géniusza előtt, ami hitükkel összeegyeztethetetlen. A 217 körül keletkezett De monogamia (Az egyszeri házasságról) című írásában éles vitát kezdett az újraházasodó özvegy férfiak és nők ellen. A De fuga in persecutione (A menekülésről az üldözés idején) című művében megengedhetetlennek tartotta a keresztények menekülését üldözések idején, mert az ellenkezik Isten akaratával.

### A montanista írásai
Tertullianus írásaihoz tartozik néhány montanista szellemiségű mű is. A De jejunio adversus psychicos (A böjtről) című írása a montanista böjti fegyelem apológiája, egyébként fontos forrásmunka a böjti szokások kialakulásának történetéhez. Montanista korszakára jellemző, hogy elvitatta a bűnbocsátó hatalmat a hierarchiától, s azt tanította, hogy az oldó-kötő hatalmat a „lelki emberek” (homines spirituales) osztálya gyakorolja az egyházban. A „lelki embereket” apostoloknak, prófétáknak nevezte a De pudititia (A tisztaságról) című művében. Itt egy meg nem határozható személyt – akit „főpapnak, a püspökök püspökének” nevez – azért támadott, mert még a házasságtörőket is feloldozta. Az írásban kemény kritikával illette Hermasz Pásztor című művét, amelynek szellemét túl lazának ítélte. Ugyancsak támadta a népszerűvé vált „Jó Pásztor” ábrázolásokat, mert ez a „jó pásztor” szerinte a bűnök pártfogója, nem véletlenül díszítették képével a lakomai serlegeket.
213–217 között keletkezett késői, ám jelentős munkája az Adversus Praxean (Praxeas ellen). Praxeasz – aki támadta a montanistákat Rómában, és a szabellianizmus tanait hirdette – vétkeit Tertullianus így foglalja össze: „elűzte a Paraklétoszt és keresztre feszítette az Atyát”, amivel ellenfele „patripasszionizmusára” célzott. A latin teológiai irodalomban itt tűntek fel először olyan szakkifejezések, mint a háromság (trinitas, a görög triasz fordításaként) és a substantia (a görög hüposztaszisz szó tükörfordítása). Tertullianus a Szentháromságról szólva messze felülmúlja nyugati kortársait pontosság és világosság tekintetében. Tanítása szerint az Atya, a Fiú, és a Szentlélek három személy ugyan, de egy valóság. Ezt úgy fejezte: az Atya, a Fiú, és a Szentlélek egy valami, de nem egy valaki, azaz az egy istenség hármassága.
Krisztus személyével kapcsolatos megállapításai is rendkívül éleslátásról tanúskodnak: beszélt már a Krisztusban levő két természet sajátságairól, tanította, hogy a két természet nem keveredik, hanem összekapcsolódik Krisztusban, az „Isten és ember Jézusban”. Jézus csodái istenségét, szenvedése pedig emberségét bizonyítják. A Salamoni ódák és a Jakab protoevangéliuma után elsőként hirdette, hogy Mária szűz volt a szülésben és a szülés után is. Az emberi lélek eredetéről a traducianizmust vallotta: a gyermekek lelküket is szüleiktől kapják. Ezt a nézetét azzal támasztotta alá, hogy a gyermekek bizonyos hajlamokat örökölnek szüleiktől, ezeknek a hajlamoknak a gyökere pedig a lélekben van. Az áteredő bűnre vonatkozó katolikus tanítás fejlődése szempontjából fontos Tertullianus felfogása az eredeti bűnről, melyet vitium originisnek nevezett. Tertullainus szerint a rossz a Sátán műve, a „rossz mérge” azonban Ádám bűne által hatolt be az emberi természetbe. Véleménye, hogy a rossz Ádám bűne következtében „valamiképpen természetes” lett, de nem vált az ember természetévé – és nem tanította, hogy az emberi természet teljesen megromlott volna a bűn következtében.

## Magyarul megjelent művei

Opera omnia, 1598

- Septimius Tertullianus a' régiségröl írtt könyve mellyet magyar nyelvre forditott Mihálcz István; püspöki ny., Kolozsvár, 1785
- Tertullián: De baptismo; in: Az ősegyház szentségi élete; ford., bev., jegyz. Kühár Flóris; Szent István Társulat, Bp., 1944 (Keresztény remekírók)
- Tertullianus művei; szerk. Vanyó László, ford. Vanyó László et al. (Ókeresztény írók, 12.), Szent István Társulat, Budapest, 1986, ISBN 963-360-354-4, 1060 p.
- Tertullianus: A látványosságokról; ford. Rozsnyai Ervin; in: Az égi és a földi szépről – Források a későantik és a középkori esztétika történetéhez (közreadja Redl Károly), Gondolat Könyvkiadó, Budapest, 1988, ISBN 963-281-843-1, 51–66. o.
- A zsidók ellen; ford., utószó, jegyz. Pap Levente; Erdélyi Múzeum-Egyesület, Kolozsvár, 2017
- Az erkölcsi tisztaságról (De pudicitia)  Bevezető és fordítás Grüll Tibor. Studia Biblica - Bibliai Tanulmányok 3. évf. 1. sz. (2021) 113-175

## Művei aPatrologia Latina-ban
- Jacques Paul Migne (szerk.). 1. kötet, Patrologia Latina ( → hely: Patristica.net) (1841–1855)
- Jacques Paul Migne (szerk.). 2. kötet, Patrologia Latina ( → hely: Patristica.net) (1841–1855)

## Egyéb külső hivatkozás
- A váratlan igazság